# 巴托斯·薩拉蒙
巴托斯·薩拉蒙（波蘭語：Bartosz Salamon，1991年5月1日—）是波蘭的一位足球選手，在場上司職後衛。現效力於波甲球隊波茲南萊克。他也曾效力過AC米蘭和桑普多利亞等球隊。薩拉蒙也是波蘭國家足球隊的一員。

## 外部連結
- Bartosz Salamon profile at acmilan.com
- Bartosz Salamon Italian league stats （页面存档备份，存于） at aic.football.it （意大利文）
- Bartosz Salamon international caps （页面存档备份，存于） at uefa.com
- Lega Serie A profile （意大利文）
- 90minut.pl网站上巴托斯·薩拉蒙的资料（波兰語）